# Jodosobenzeen
Jodosobenzeen is een organische verbinding met als brutoformule C6H5IO. Het is een kleurloze vaste stof, die slecht oplosbaar is in water. Jodosobenzeen is een hypervalente joodverbinding, zoals Dess-Martin-perjodinaan, waarbij jood oxidatietoestand +III bezit.

## Synthese
Jodosobenzeen werd voor het eerst beschreven in 1892 door de Duitse scheikundige Conrad Willgerodt. Het wordt bereid door de milde oxidatie van joodbenzeen met een mengsel van azijnzuur en perazijnzuur tot het diacetaat. Daarna wordt dit diacetaat gehydrolyseerd met natriumhydroxide tot jodosobenzeen.
Als precursor voor de synthese van jodosobenzeen kan eveneens 2-joodbenzoëzuur aangewend worden.

## Structuur
De kristallografische structuur van jodosobenzeen blijft nog steeds onduidelijk. De lage oplosbaarheid in vrijwel alle oplosmiddelen is hier een deel aan te wijten. Uit vibrationele spectroscopische metingen is wel duidelijk geworden dat jodosobenzeen als een soort polymere structuur zou voorkomen.

## Toepassingen
Jodosobenzeen heeft geen enkele praktische betekenis, maar wordt in het laboratorium gebruikt als oxo-transferreagens. Dit houdt in dat het onder meer alkenen kan epoxideren en een aantal metaalcomplexen kan omzetten tot de corresponderende oxoverbinding. Ondanks het feit dat het een oxidator is, treedt jodosobenzeen ook op als mild nucleofiel. 